# Bademutterstraße (Wismar)

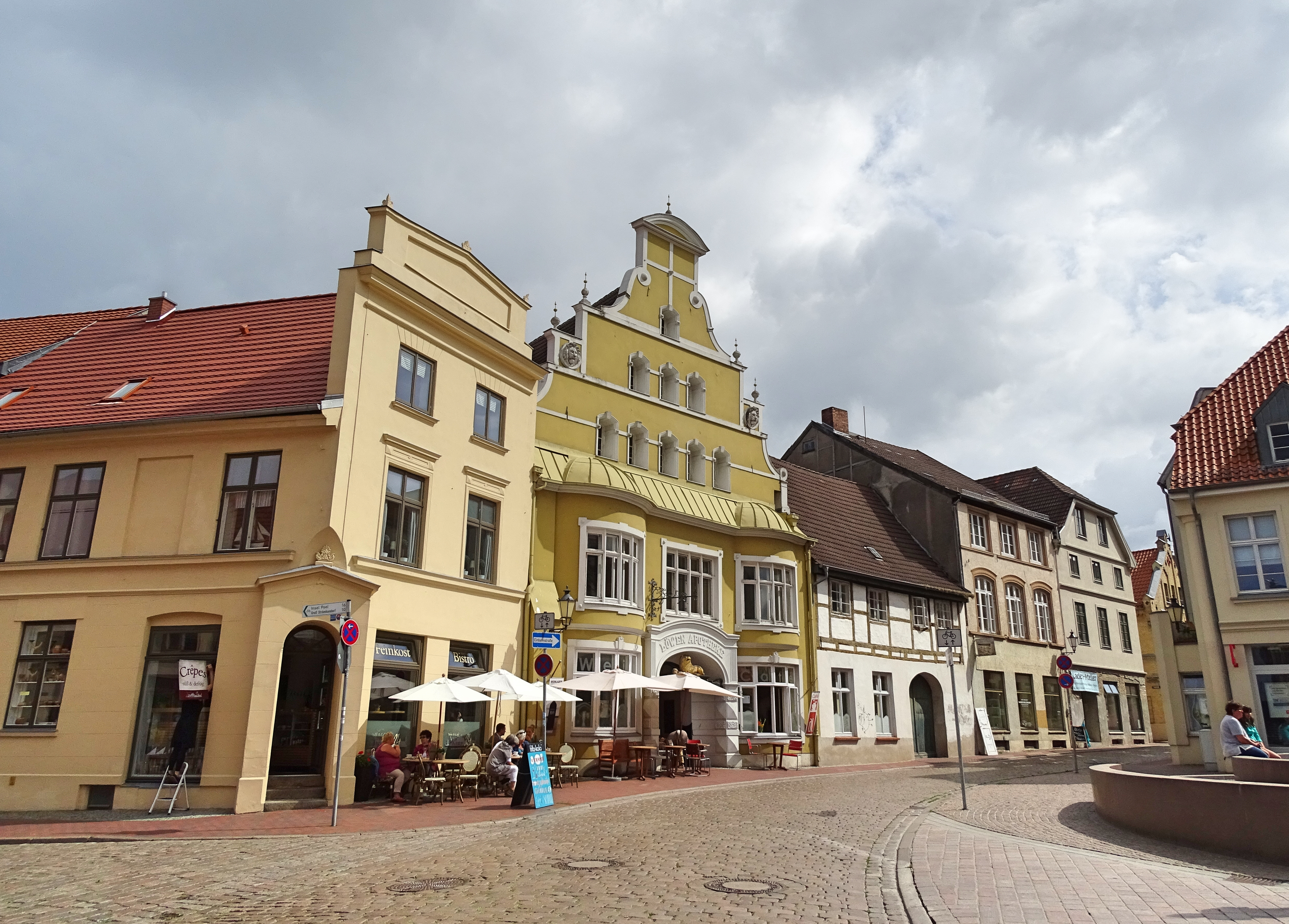
Bohrstr. Nr. 1, Bademutterstraße Nr. 2–8

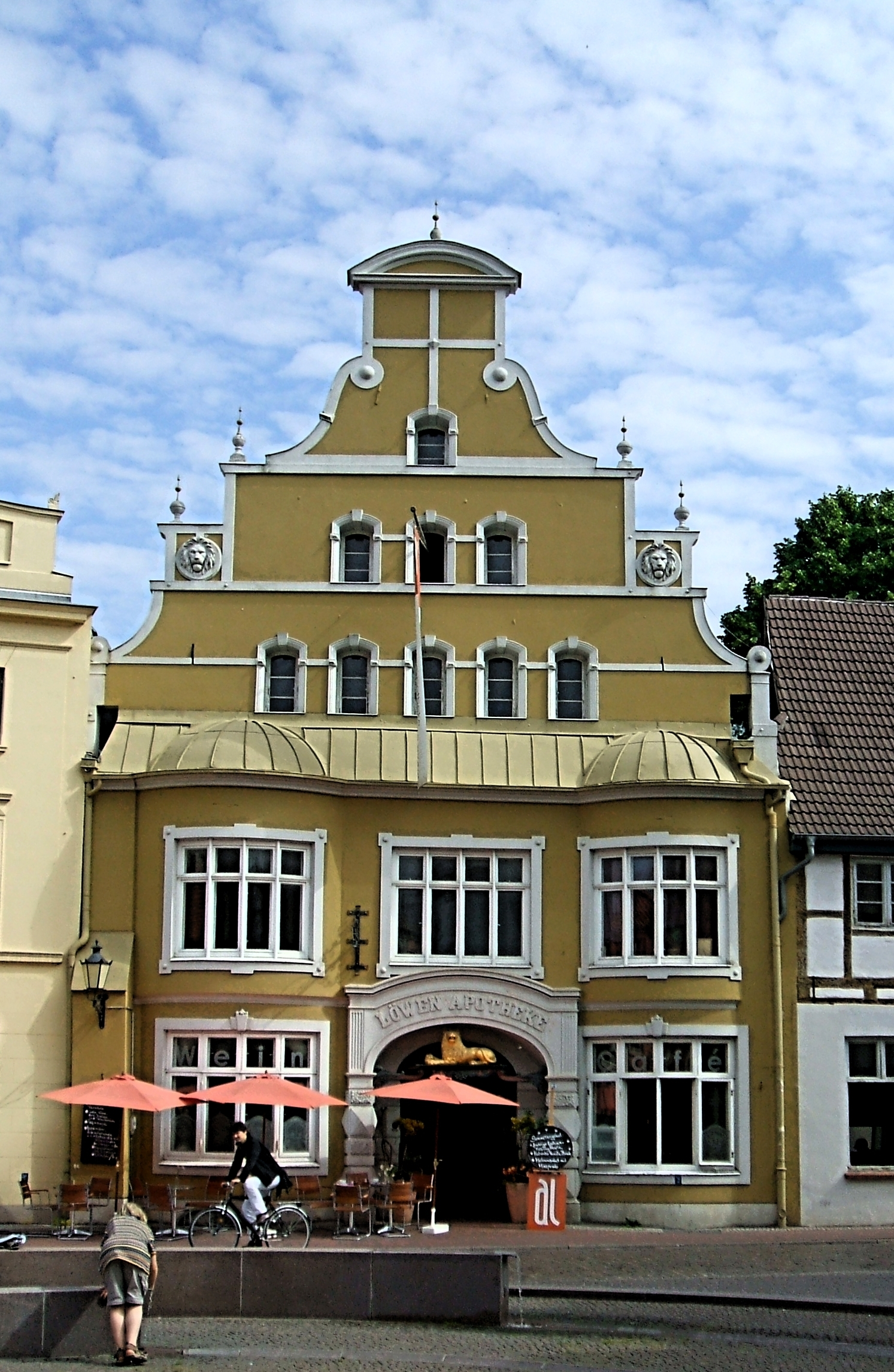
Nr. 2, ehem. Löwenapotheke

Die historische Bademutterstraße in Wismar im Zentrum der Altstadt, die wie der Alte Hafen unter dem besonderen Schutz der UNESCO steht, nachdem Wismar 2002 in die Welterbeliste aufgenommen wurde.
Sie führt in West-Ost-Richtung von der Breiten Straße / Bohrstraße / Krämerstraße bis zu den Straßen Altböterstraße / ABC-Straße / Gerberstraße Richtung Rostock.

## Nebenstraßen

Wismar zur Zeit der Hanse

Die Nebenstraßen und Anschlussstraßen wurden benannt als Breite Straße nach der in der früheren Zeit ungewöhnlichen Breite der Straße, Bohrstraße bis um 1258 grode strate dann ab 1260 nach dem Familiennamen Boz und dem  Bozen Haus, Krämerstraße nach den dortigen Kaufleuten, Schulstraße bei mehrfachen Namenswechseln ab 1680 nach der Großen Stadtschule, Altböterstraße seit 1470 nach den Flickschustern, die nur alte Botten (= Schuh) reparieren durften (um 1342 Judenstraße genannt), ABC-Straße nach den Mietshäusern gekennzeichnet mit den Buchstaben von A bis M und bald bürgerte sich der Name ABC-Straße ein, Gerberstraße nach dem alten Gewerbe der Lederer bzw. Loh- und Weißgerber.

## Geschichte

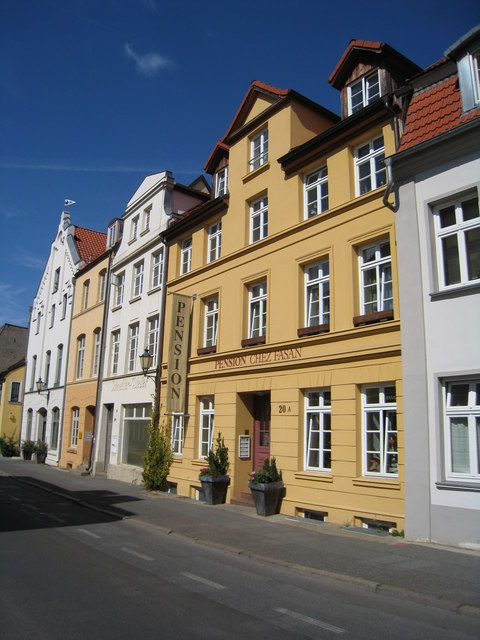
Nr. 16–20a

### Name
Die Straße Bademutterstraße wurde seit 1356 nach den Bademömen (bademomenstrate) als Bezeichnung für Hebammen (davor: Kröpelinsche Straße) benannt.

### Entwicklung

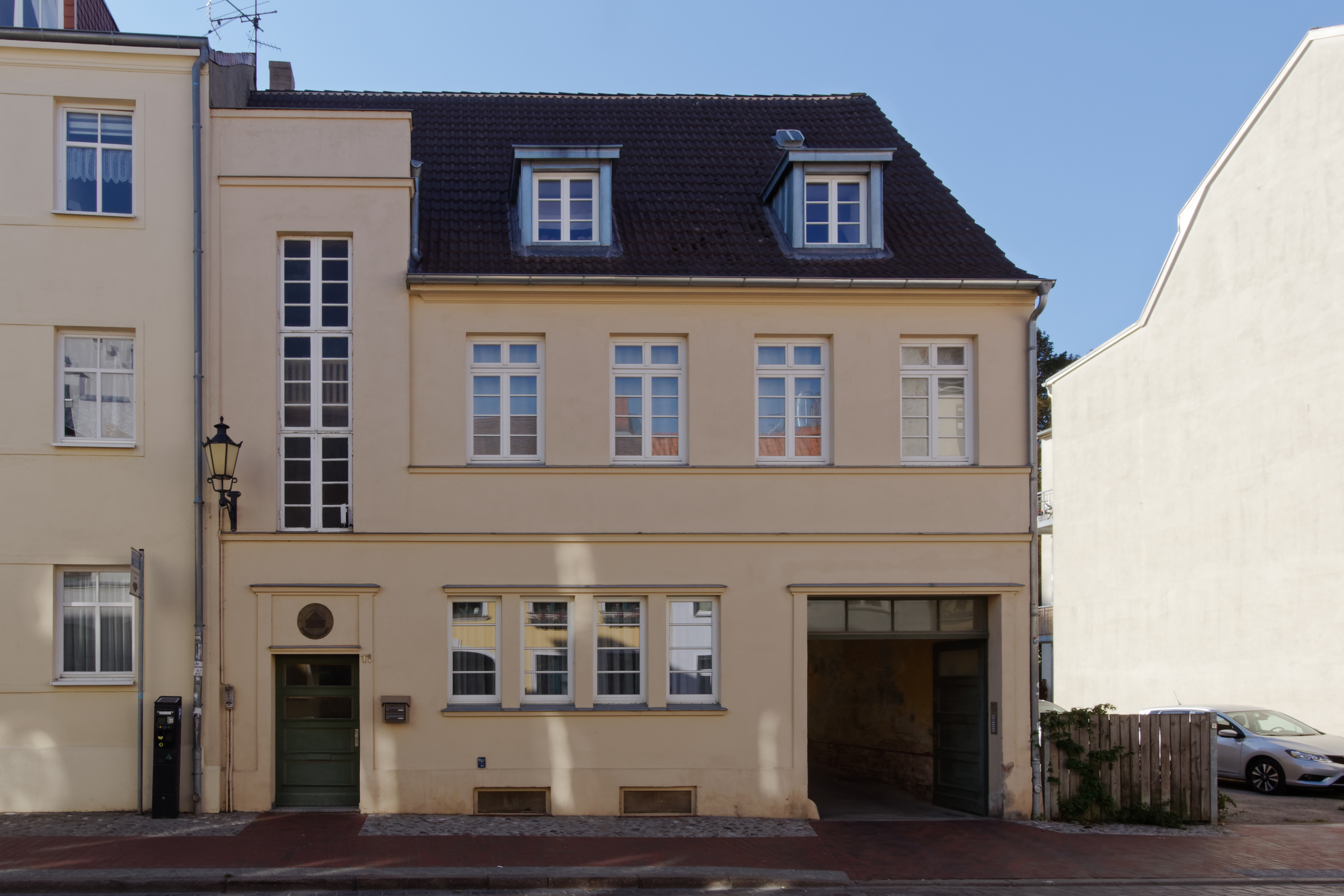
Nr. 11

Wismar wurde im Mittelalter ein wichtiges Mitglied der Hanse. Der südliche Teil der Altstadt zwischen dem Dominikanerkloster (Schwarzes Kloster), dem Heiligen-Geist-Hospital und der Bademutterstraße bildete das Kirchspiel der Marienkirche. Der niederländische Architekt, Baumeister und Bildhauer Philipp Brandin (um 1535–1594) wohnte u. a. auch in der Straße.
An der Straße entstanden zumeist Wohnhäuser, öfter auch mit Läden. Sie ist eine  Haupterschließungsstraße in der Altstadt. 2014/15 wurde sie als wichtiger Bestandteil des Straßenzuges zwischen Ulmenstraße und Bauhofstraße saniert, finanziert auch mit Förderung aus dem Europäischen Fonds für regionale Entwicklung (EFRE). Dabei wurde die Asphaltdecke entfernt, die Fahrbahn erhielt eine Pflasterdecke aus Natursteinen und die Gehwege rotblaubuntes Pflaster aus Bockhorner Klinker, quer verlegt zur Gehrichtung.

## Gebäude, Anlagen (Auswahl)

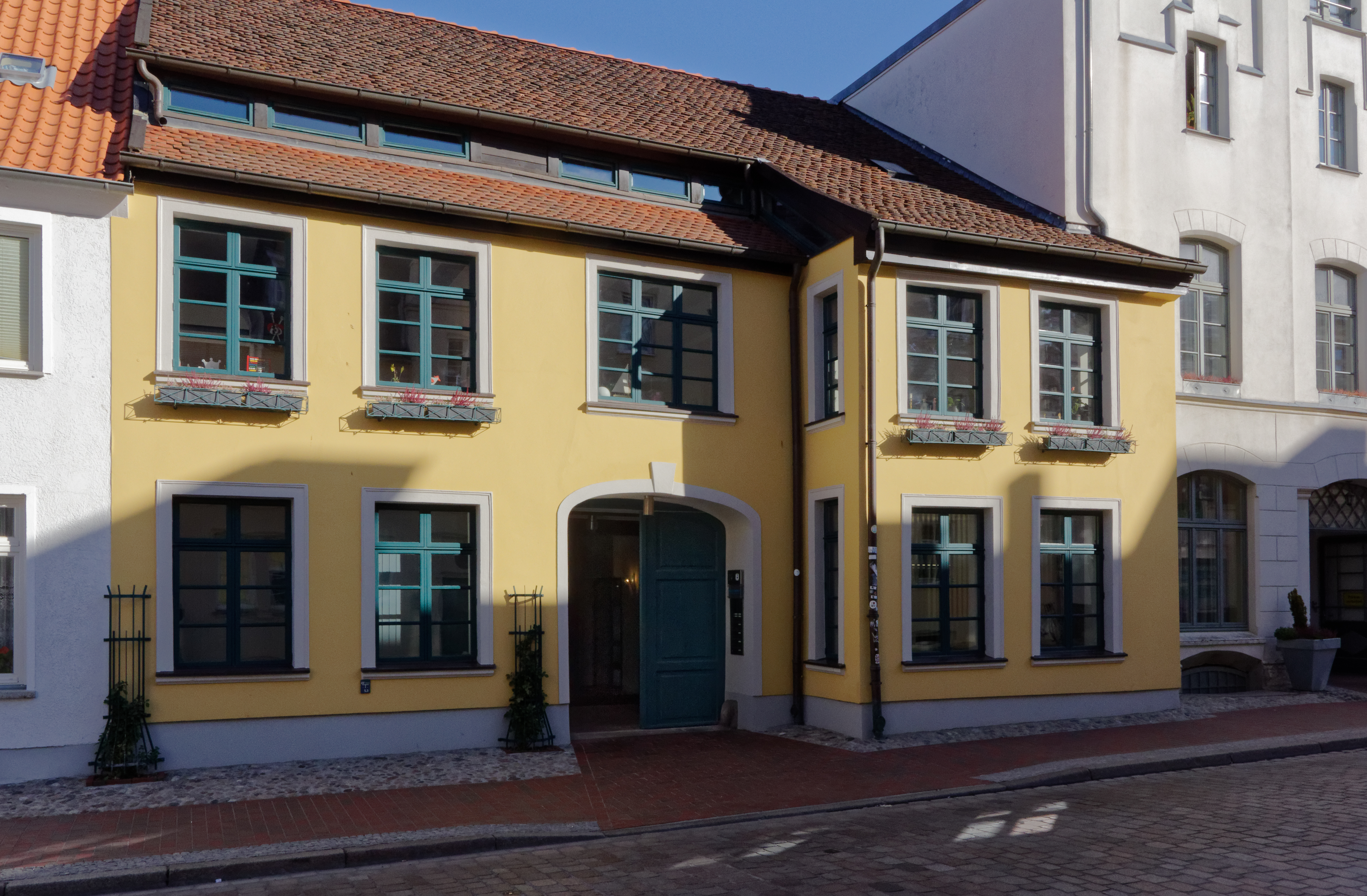
Nr. 14

An der Straße stehen zumeist zwei- bis dreigeschossige Wohn- und Geschäftshäuser. Die mit (D) gekennzeichneten Häuser stehen unter Denkmalschutz.
- Platz mit Springbrunnen
- Krämerstraße Nr. 27/29: 2-gesch. Wohn- und Geschäftshaus als Eckhaus (D)
- Bohrstraße 1: 2-gesch. klassizistisches Wohn- und Geschäftshaus (D) mit 3-gesch. Giebel; heute mit Bistro
- Nr. 2: 2-gesch. barockes, teils mittelalterliches Wohn- und Geschäftshaus (D) der ehemaligen über 300 Jahre Alten Löwenapotheke mit dreigeschossigem geschweiftem Giebel, teilweise im Stil der Neorenaissance umgebaut, Portal mit Löwe, um 1900 Jugendstilverglasung; heute Café
- Nr. 2a: 2-gesch. Wohnhaus mit Fachwerkfassade und Durchfahrt
- Nr. 4: 3-gesch. Wohn- und Geschäftshaus mit Krüppelwalmdach
- Schulstraße Nr. 1: 2-gesch. Giebelwohnhaus
- Nr. 11: 2-gesch. Wohnhaus der 1920er Jahre (D)
- Nr. 14: 2-gesch. Wohnhaus (D)
- Nr. 16: 3-gesch. historisierendes Giebelwohnhaus (D) mit einer markanten Betonung der Giebelspitze; 2002 saniert, heute Pension[4]
- Nr. 18: 3-gesch. Wohnhaus
- Nr. 19: 3-gesch. Wohn- und Geschäftshaus aus der Gründerzeit mit Restaurant
- Nr. 20: 3-gesch. historisierendes Wohn- und Geschäftshaus als Giebelhaus
- Nr. 20a: 3-gesch. Wohnhaus mit Pension mit Zwerchgiebel; saniert 2000[5]
- Nr. 24: 3-gesch. Wohn- und Geschäftshaus mit Zwerchgiebel
- Nr. 26: 3-gesch. Wohn- und Geschäftshaus von 1906 mit Jugendstilelementen und zwei Giebelrisaliten
- Nr. 27: 4-gesch. Wohn- und Geschäftshaus als Eckhaus von um 1910

### Denkmale, Gedenken
- Springbrunnen

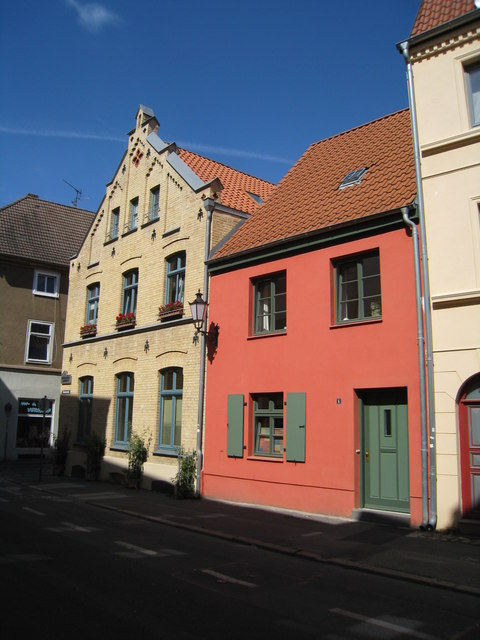
Nr. ? und Schulstraße Nr. 1
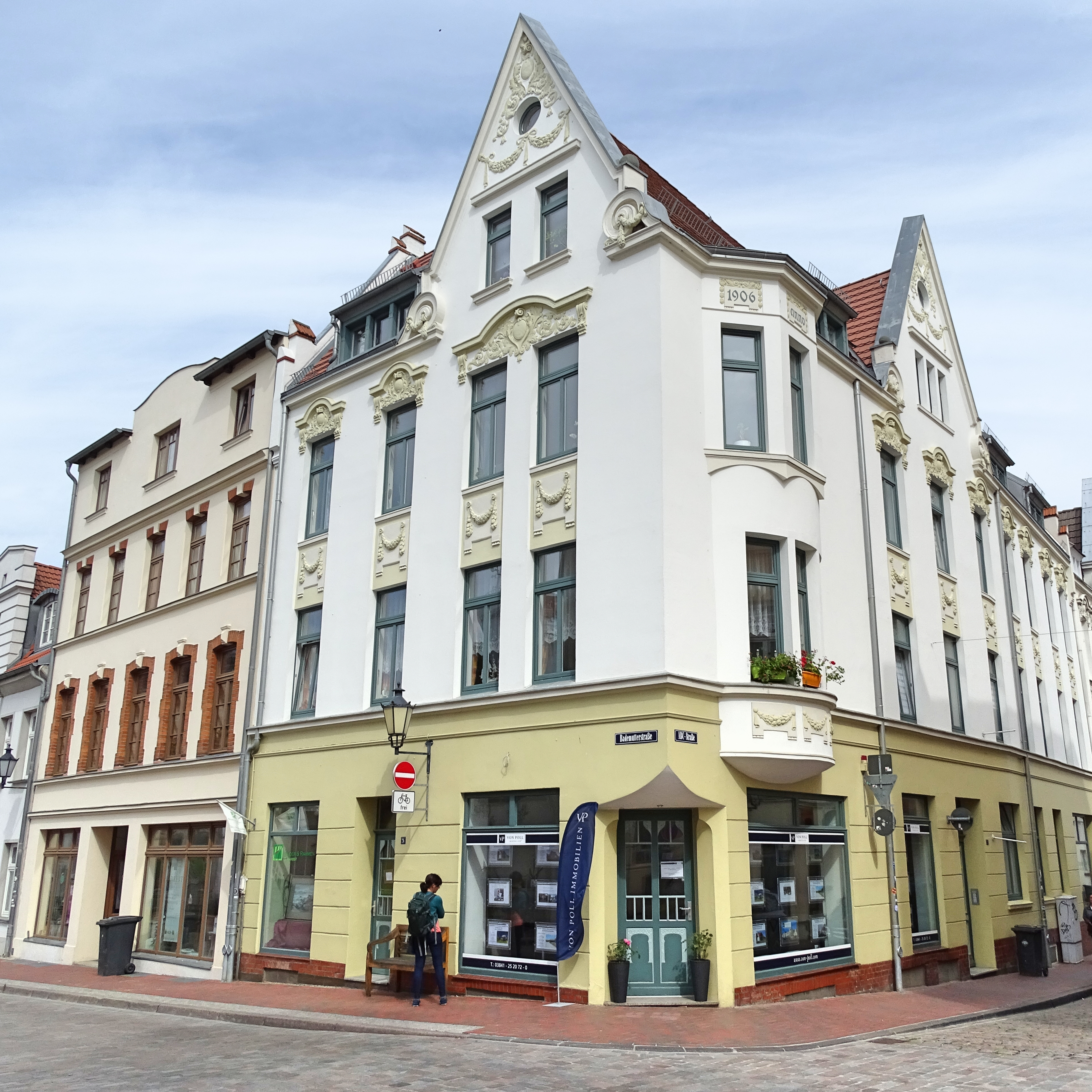
Nr. 24–26